# Melbourne (Kentucky)
Melbourne – miasto w Stanach Zjednoczonych, w stanie Kentucky, w hrabstwie Campbell.